# Coppa dell'Associazione calcistica degli Emirati Arabi Uniti 1993-1994
La  UAE FA Cup 1993-1994 è stata vinta dall'Al-Wahda in finale contro l'Al-Wasl Sports Club aggiudicandosi il suo primo titolo nella competizione.

## Finale
| 1994                                                              | Al-Wahda  | 3 – 0 | Al-Wasl |  |
| \| \| \| \| \| Ali Mubarak 10’ Said Khamis 71’ \| Marcatori \| \| |           |       |         |  |
|                                                                   |           |       |         |  |
| Ali Mubarak 10’ Said Khamis 71’                                   | Marcatori |       |         |  |